# Ludwig von Starhemberg
Principe Ludwig Joseph Maximilian di Starhemberg (Parigi, 12 marzo 1762 – Dürnstein, 2 settembre 1833) è stato un nobile e diplomatico austriaco.

## Biografia
Ludwig von Starhemberg era figlio del principe Georg Adam von Starhemberg, ambasciatore austriaco alla corte di Luigi XV di Francia, e della sua seconda moglie, la principessa Franziska di Salm-Salm. Suo padrino di battesimo fu il re di Francia.
Ludwig von Starhemberg trascorse la maggior parte della sua giovinezza a Bruxelles dove suo padre venne nominato ministro plenipotenziario. Ludwig venne introdotto in società già in tenera età e ricevette un'educazione attenta, che includeva l'apprendimento delle lingue classiche greco e latino, nonché della matematica, della fisica, della storia, della filosofia, della religione ed un solido allenamento fisico.
Con sua moglie Marie Luise Franziska, figlia del feldmaresciallo duca Karl Maria Raimund von Arenberg, si sposò a Bruxelles nel 1781 e dal 1786 i due si trasferirono a Vienna.
Il fratello maggiore di suo padre, il conte Ernst von Starhemberg, morì senza figli e già tre anni prima aveva ceduto tutte le sue terre al fratello minore Georg Anton in cambio di un'alta rendita. I territori di antica feudalità della famiglia Starhemberg erano tutti posti nell'Alta Austria e comprendevano le città di Schaunberg, Eferding e Wagenberg.
A Vienna, Ludwig si unì alla Loggia massonica Zur Neugekrönten Hope, alla quale appartenevano anche Emanuel Schikaneder e Wolfgang Amadeus Mozart.
La carriera diplomatica del giovane conte e poi principe Ludwig iniziò in Russia, a San Pietroburgo, dove venne inviato come ambasciatore, venendo poi trasferito a L'Aia nei Paesi Bassi e quindi a Londra. Come diplomatico fu particolarmente impegnato in Gran Bretagna nel tentativo di ottenere la partnership della nazione oltremanica a fianco di Austria, Prussia e Russia contro la Francia napoleonica. A causa degli alti costi della sua vita e delle molte spese di rappresentanza da sostenere, entrò però in grave crisi finanziaria accumulando debiti elevati.
Tornò in Austria nel 1808. Dopo ulteriori soggiorni professionali a Londra ed infine a Torino, si ritirò completamente a vita privata, vivendo temporaneamente ad Eferding e per qualche tempo con la figlia a Weinberg ed a Schwertberg .
Morì nel 1833 nel suo castello di Wachau a Dürnstein.

## Matrimonio e figli
Sposò il 21 settembre 1781 a Bruxelles, la principessa Marie Louise d'Arenberg (1754-1838), dalla quale ebbe i seguenti figli:
- Ernestine Margarete (1782-1852)
- Georges Fredrick Ludwig (1802-1834)

## Ascendenza
|                                                    |                                 |                                                              | Genitori                                               |  |  | Nonni |  |  | Bisnonni                               |  |  | Trisnonni                                |  |
|                                                    |                                 |                                                              |                                                        |  |  |       |  |  | Franz Ottokar, II conte di Starhemberg |  |  | Konrad Balthasar, I conte di Starhemberg |  |
|                                                    |                                 |                                                              |                                                        |  |  |       |  |  | Franz Ottokar, II conte di Starhemberg |  |  | Konrad Balthasar, I conte di Starhemberg |  |
|                                                    |                                 | Katharina Franziska Cavriani                                 |                                                        |  |  |       |  |  | Franz Ottokar, II conte di Starhemberg |  |  |                                          |  |
| Konrad Siegmund, III conte di Starhemberg          |                                 |                                                              |                                                        |  |  |       |  |  | Franz Ottokar, II conte di Starhemberg |  |  |                                          |  |
|                                                    |                                 | Maria Cäcilie von Rindsmaul                                  | Johann Otto von Rindsmaul                              |  |  |       |  |  |                                        |  |  |                                          |  |
|                                                    |                                 | Maria Cäcilie von Rindsmaul                                  | Johann Otto von Rindsmaul                              |  |  |       |  |  |                                        |  |  |                                          |  |
|                                                    |                                 | Maria Cäcilie von Rindsmaul                                  | Eleonora von Dietrichstein                             |  |  |       |  |  |                                        |  |  |                                          |  |
| Georg Adam von Starhemberg                         |                                 | Maria Cäcilie von Rindsmaul                                  |                                                        |  |  |       |  |  |                                        |  |  |                                          |  |
|                                                    |                                 | Maximilian Karl, I principe di Löwenstein-Wertheim-Rochefort | Ferdinand Karl, conte di Löwenstein-Wertheim-Rochefort |  |  |       |  |  |                                        |  |  |                                          |  |
|                                                    |                                 | Maximilian Karl, I principe di Löwenstein-Wertheim-Rochefort | Ferdinand Karl, conte di Löwenstein-Wertheim-Rochefort |  |  |       |  |  |                                        |  |  |                                          |  |
|                                                    |                                 | Maximilian Karl, I principe di Löwenstein-Wertheim-Rochefort | Anna Maria von Fürstenberg-Heiligenberg                |  |  |       |  |  |                                        |  |  |                                          |  |
| Maria Leopoldina von Löwenstein-Wertheim-Rochefort |                                 | Maximilian Karl, I principe di Löwenstein-Wertheim-Rochefort |                                                        |  |  |       |  |  |                                        |  |  |                                          |  |
|                                                    |                                 | Maria Polyxena Khuen von Belasi                              | Mathias Khuen von Belasi                               |  |  |       |  |  |                                        |  |  |                                          |  |
|                                                    |                                 | Maria Polyxena Khuen von Belasi                              | Mathias Khuen von Belasi                               |  |  |       |  |  |                                        |  |  |                                          |  |
|                                                    |                                 | Maria Polyxena Khuen von Belasi                              | Anna Susanna Apollonia von Meggau                      |  |  |       |  |  |                                        |  |  |                                          |  |
| Ludwig von Starhemberg                             |                                 | Maria Polyxena Khuen von Belasi                              |                                                        |  |  |       |  |  |                                        |  |  |                                          |  |
|                                                    | Wilhelm Florentin von Salm-Salm | Karl Florentin zu Salm                                       |                                                        |  |  |       |  |  |                                        |  |  |                                          |  |
|                                                    | Wilhelm Florentin von Salm-Salm | Karl Florentin zu Salm                                       |                                                        |  |  |       |  |  |                                        |  |  |                                          |  |
|                                                    | Wilhelm Florentin von Salm-Salm | Marie Gabrielle de Lalaing                                   |                                                        |  |  |       |  |  |                                        |  |  |                                          |  |
| Nikolaus Leopold, I principe di Salm-Salm          | Wilhelm Florentin von Salm-Salm |                                                              |                                                        |  |  |       |  |  |                                        |  |  |                                          |  |
|                                                    |                                 | Marie Anne von Mansfeld                                      | Heinrich Franz von Mansfeld                            |  |  |       |  |  |                                        |  |  |                                          |  |
|                                                    |                                 | Marie Anne von Mansfeld                                      | Heinrich Franz von Mansfeld                            |  |  |       |  |  |                                        |  |  |                                          |  |
|                                                    |                                 | Marie Anne von Mansfeld                                      | Marie Louise von Aspremont-Nantevil                    |  |  |       |  |  |                                        |  |  |                                          |  |
| Maria Franziska Josepha von Salm-Salm              |                                 | Marie Anne von Mansfeld                                      |                                                        |  |  |       |  |  |                                        |  |  |                                          |  |
|                                                    |                                 | Ludwig Otto zu Salm                                          | Karl Theodor Otto zu Salm                              |  |  |       |  |  |                                        |  |  |                                          |  |
|                                                    |                                 | Ludwig Otto zu Salm                                          | Karl Theodor Otto zu Salm                              |  |  |       |  |  |                                        |  |  |                                          |  |
|                                                    |                                 | Ludwig Otto zu Salm                                          | Luise Marie von der Pfalz                              |  |  |       |  |  |                                        |  |  |                                          |  |
| Dorothea Franziska Agnes zu Salm                   |                                 | Ludwig Otto zu Salm                                          |                                                        |  |  |       |  |  |                                        |  |  |                                          |  |
|                                                    |                                 | Albertine Johannette von Nassau-Hadamar                      | Moritz Heinrich von Nassau-Hadamar                     |  |  |       |  |  |                                        |  |  |                                          |  |
|                                                    |                                 | Albertine Johannette von Nassau-Hadamar                      | Moritz Heinrich von Nassau-Hadamar                     |  |  |       |  |  |                                        |  |  |                                          |  |
|                                                    |                                 | Albertine Johannette von Nassau-Hadamar                      | Anna Luise von Manderscheid-Blankenheim                |  |  |       |  |  |                                        |  |  |                                          |  |
|                                                    |                                 | Albertine Johannette von Nassau-Hadamar                      |                                                        |  |  |       |  |  |                                        |  |  |                                          |  |